# Michelle Mylett
Robyn Michelle Mylett (Vancouver, 4 gennaio 1990) è un'attrice canadese.

## Filmografia

### Cinema
- Antisocial, regia di Cody Calahan (2013)
- The Drownsman, regia di Chad Archibald (2014)
- Weak Ends, regia di Adam Christie (2014)
- Antisocial 2, regia di Cody Calahan (2015)
- El Camino Christmas, regia di David E. Talbert (2017)
- The Complex, regia di Paul Raschid (2020)

### Televisione
- The Strain – serie TV, episodio 1x10 (2014)
- Ascension – miniserie TV, 3 episodi (2014)
- Lost Girl – serie TV, episodio 5x04 (2014)
- Four in the Morning – serie TV, 8 episodi (2016)
- Letterkenny – serie TV, 33 episodi (2016-2018)